# Finale de la Ligue Europa 2013-2014
La finale de la Ligue Europa 2013-2014 est la 43e finale de la Ligue Europa de l'UEFA, et la 5e depuis la réforme de l’ancienne Coupe UEFA. Ce match de football a lieu le 14 mai 2014 au Juventus Stadium de Turin, en Italie.
Elle oppose le club espagnol du FC Séville aux Portugais du Benfica Lisbonne. Le match se termine sur une victoire de Séville aux tirs au but sur le score de 4 à 2, le match s'étant terminé sur un nul 0 à 0 après la prolongation,
Séville remporte sa troisième C3 en huit ans après les sacres consécutifs de 2006 et 2007. Ce succès leur permet de rejoindre la Juventus (1977, 1990, 1993), l'Inter Milan (1991, 1994, 1998) et Liverpool (1973, 1976, 2001) en tête des clubs ayant remporté le plus de fois la compétition. Benfica perd sa deuxième finale de Ligue Europa consécutive après sa défaite face à Chelsea l'année précédente. En incluant la finale perdue de 1983, Benfica est le club totalisant le plus de défaites en finale de la compétition.
Vainqueur de la finale, le FC Séville est à ce titre qualifié pour la Supercoupe d'Europe 2014 contre le Real Madrid, vainqueur de la finale de la Ligue des champions 2013-2014.

## Stade
Le Juventus Stadium est désigné hôte de la finale à l'issue d'une réunion du Comité exécutif de l'UEFA le 20 mars 2012 à Istanbul,. Il s'agit de la première finale de coupe européenne organisée par le stade et de la première finale neutre de Ligue Europa organisée à Turin, la ville ayant déjà accueillie des finales de Coupe UEFA se jouant à l'époque sur un système de match aller-retour en 1977, en 1993 (alors disputées par la Juventus au stade olympique), en 1992 et en 1993 (disputées respectivement par le Torino et par la Juventus à l'ancien Stadio delle Alpi). La ville a également accueillie une supercoupe de l'UEFA en 1984.
Construit en 2009, sur l'emplacement de l’ancien Stadio delle Alpi démolit pour l’occasion, et inauguré en 2011, le stade est la résidence de la Juventus qui en est également le propriétaire.
Sa capacité est de 41 254 places, réduite à 40 941 lors des compétitions de l’UEFA.

## Contexte
Il s'agît de la troisième finale de Coupe UEFA/Ligue Europa disputée par le Séville FC, ayant gagné ses deux finales précédentes en 2006 et en 2007 et souhaitant devenir la quatrième équipe à remporter la C3 à trois reprises après la Juventus, l'Inter Milan et Liverpool.
Le Benfica Lisbonne atteint quant à lui sa deuxième finale de Ligue Europa consécutive. C'est la première fois qu'un même club atteint la finale de la Ligue Europa en étant à chaque fois repêché de la phase de groupes de la Ligue des champions. Ses deux finales précédentes de 1983 et 2013 se sont soldées par des défaites. Le club a également disputé sept finales de Ligue des champions (1961, 1962, 1963, 1965, 1968, 1988, 1990). Après ses deux victoires successives en 1961 et 1962, le club n’a plus remporté une seule de ses sept dernières finales de coupe européenne.
Les deux équipes ne se sont rencontrées qu'une seule fois auparavant lors du tour préliminaire de la Coupe des clubs champions européens 1957-1958. Le match aller à l'Estadio de Nervión (en), remporté par Séville sur le score de 3 buts à 1, marqua également le premier match européen des deux clubs. Le match retour à l'Estádio da Luz s'est terminé sur le score de 0 à 0, qualifiant le FC Séville qui sera finalement vaincu en quarts de finale par le Real Madrid, futur vainqueur de la compétition.

## Parcours des finalistes
Note : dans les résultats ci-dessous, le score du finaliste est toujours donné en premier (D : domicile ; E : extérieur).
| Rang | Équipe           | Pts | J | G | N | P | Bp | Bc | Diff |
| ---- | ---------------- | --- | - | - | - | - | -- | -- | ---- |
| 1    | Séville FC       | 12  | 6 | 3 | 3 | 0 | 9  | 4  | +5   |
| 2    | Slovan Liberec   | 9   | 6 | 2 | 3 | 1 | 9  | 8  | +1   |
| 3    | SC Fribourg      | 6   | 6 | 1 | 3 | 2 | 5  | 8  | -3   |
| 4    | GD Estoril-Praia | 3   | 6 | 0 | 3 | 3 | 5  | 8  | -3   |

| Rang | Équipe              | Pts | J | G | N | P | Bp | Bc | Diff |
| ---- | ------------------- | --- | - | - | - | - | -- | -- | ---- |
| 1    | Paris Saint-Germain | 13  | 6 | 4 | 1 | 1 | 16 | 5  | +11  |
| 2    | Olympiakos          | 10  | 6 | 3 | 1 | 2 | 10 | 8  | +2   |
| 3    | Benfica Lisbonne    | 10  | 6 | 3 | 1 | 2 | 8  | 8  | 0    |
| 4    | RSC Anderlecht      | 1   | 6 | 0 | 1 | 5 | 4  | 17 | -13  |

## Avant-match

### Ambassadeur

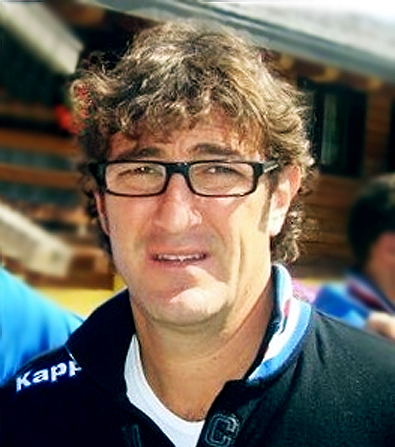
Ciro Ferrara est l'ambassadeur de la finale.

Ciro Ferrara, ancien international italien et joueur de la Juventus, et également vainqueur de la Coupe UEFA en 1989 avec Naples, est l'ambassadeur de la finale.

### Identité visuelle
L'identité visuelle de la finale est dévoilée par l'UEFA le 30 août 2013.

### Places
Les places pour la finale sont vendues au grand public du 27 février au 25 mars 2014. Quatre catégories de prix ont été proposées : 150 €, 100 €, 70 €, et 45 €.

### Arbitres
L'arbitre allemand Felix Brych est nommé arbitre de la finale par l’UEFA le 7 mai 2014. Le reste du corps arbitral se compose des Allemands Mark Borsch et Stefan Lupp en tant qu'assistants, Tobias Welz et Bastian Dankert en tant qu'arbitres assistants supplémentaires, Thorsten Schiffner en tant qu'arbitre de réserve, et du Serbe Milorad Mažić en tant que quatrième arbitre.

## Match

### Feuille de match
| ·             |                    |          |
| Titulaires :  |                    |          |
|               |                    |          |
| 13            | Beto               |          |
| 23            | Coke               |          |
| 21            | Nicolás Pareja     |          |
| 2             | Federico Fazio     |          |
| 16            | Alberto Moreno     |          |
| 40            | Stéphane Mbia      |          |
| 6             | Daniel Carriço     |          |
| 11            | Ivan Rakitić       |          |
| 19            | José Antonio Reyes | 78e      |
| 20            | Vitolo             | 110e     |
| 9             | Carlos Bacca       |          |
|               |                    |          |
| Remplaçants : |                    |          |
| 1             | Javi Varas         |          |
| 3             | Fernando Navarro   |          |
| 5             | Diogo Figueiras    | 110e     |
| 7             | Marko Marin        | 78e 104e |
| 12            | Vicente Iborra     |          |
| 15            | Piotr Trochowski   |          |
| 18            | Kevin Gameiro      | 104e     |
|               |                    |          |
| Entraîneur :  |                    |          |
| Unai Emery    |                    |          |

| ·             |                    |      |
| Titulaires :  |                    |      |
|               |                    |      |
| 41            | Jan Oblak          |      |
| 14            | Maxi Pereira       |      |
| 4             | Luisão             |      |
| 24            | Ezequiel Garay     |      |
| 16            | Guilherme Siqueira | 99e  |
| 6             | Rúben Amorim       |      |
| 30            | André Gomes        |      |
| 20            | Nicolás Gaitán     | 119e |
| 8             | Miralem Sulejmani  | 25e  |
| 11            | Lima               |      |
| 19            | Rodrigo            |      |
|               |                    |      |
| Remplaçants : |                    |      |
| 1             | Artur              |      |
| 3             | Steven Vitória     |      |
| 33            | Jardel             |      |
| 10            | Filip Đuričić      |      |
| 34            | André Almeida      | 25e  |
| 7             | Óscar Cardozo      | 99e  |
| 90            | Ivan Cavaleiro     | 119e |
|               |                    |      |
| Entraîneur :  |                    |      |
| Jorge Jesus   |                    |      |

| ·             |                    |          |
| Titulaires :  |                    |          |
|               |                    |          |
| 13            | Beto               |          |
| 23            | Coke               |          |
| 21            | Nicolás Pareja     |          |
| 2             | Federico Fazio     |          |
| 16            | Alberto Moreno     |          |
| 40            | Stéphane Mbia      |          |
| 6             | Daniel Carriço     |          |
| 11            | Ivan Rakitić       |          |
| 19            | José Antonio Reyes | 78e      |
| 20            | Vitolo             | 110e     |
| 9             | Carlos Bacca       |          |
|               |                    |          |
| Remplaçants : |                    |          |
| 1             | Javi Varas         |          |
| 3             | Fernando Navarro   |          |
| 5             | Diogo Figueiras    | 110e     |
| 7             | Marko Marin        | 78e 104e |
| 12            | Vicente Iborra     |          |
| 15            | Piotr Trochowski   |          |
| 18            | Kevin Gameiro      | 104e     |
|               |                    |          |
| Entraîneur :  |                    |          |
| Unai Emery    |                    |          |

| ·             |                    |      |
| Titulaires :  |                    |      |
|               |                    |      |
| 41            | Jan Oblak          |      |
| 14            | Maxi Pereira       |      |
| 4             | Luisão             |      |
| 24            | Ezequiel Garay     |      |
| 16            | Guilherme Siqueira | 99e  |
| 6             | Rúben Amorim       |      |
| 30            | André Gomes        |      |
| 20            | Nicolás Gaitán     | 119e |
| 8             | Miralem Sulejmani  | 25e  |
| 11            | Lima               |      |
| 19            | Rodrigo            |      |
|               |                    |      |
| Remplaçants : |                    |      |
| 1             | Artur              |      |
| 3             | Steven Vitória     |      |
| 33            | Jardel             |      |
| 10            | Filip Đuričić      |      |
| 34            | André Almeida      | 25e  |
| 7             | Óscar Cardozo      | 99e  |
| 90            | Ivan Cavaleiro     | 119e |
|               |                    |      |
| Entraîneur :  |                    |      |
| Jorge Jesus   |                    |      |

### Statistiques
| Statistique    | Séville | Benfica |
| -------------- | ------- | ------- |
| Buts           | 0       | 0       |
| Tirs           | 4       | 6       |
| Tirs cadrés    | 3       | 4       |
| Arrêts         | 4       | 3       |
| Possession     | 53%     | 47 %    |
| Corners        | 2       | 2       |
| Fautes         | 11      | 12      |
| Hors-jeux      | 2       | 0       |
| Cartons jaunes | 2       | 1       |
| Cartons rouges | 0       | 0       |

| Statistique    | Séville | Benfica |
| -------------- | ------- | ------- |
| Buts           | 0       | 0       |
| Tirs           | 4       | 12      |
| Tirs cadrés    | 3       | 10      |
| Arrêts         | 10      | 3       |
| Possession     | 53%     | 47 %    |
| Corners        | 2       | 5       |
| Fautes         | 6       | 8       |
| Hors-jeux      | 0       | 1       |
| Cartons jaunes | 0       | 0       |
| Cartons rouges | 0       | 0       |

| Statistique    | Séville | Benfica |
| -------------- | ------- | ------- |
| Buts           | 0       | 0       |
| Tirs           | 3       | 3       |
| Tirs cadrés    | 1       | 1       |
| Arrêts         | 1       | 1       |
| Possession     | 44%     | 56 %    |
| Corners        | 0       | 0       |
| Fautes         | 4       | 5       |
| Hors-jeux      | 3       | 0       |
| Cartons jaunes | 1       | 1       |
| Cartons rouges | 0       | 0       |

| Statistique    | Séville | Benfica |
| -------------- | ------- | ------- |
| Buts           | 0       | 0       |
| Tirs           | 11      | 21      |
| Tirs cadrés    | 7       | 15      |
| Arrêts         | 15      | 7       |
| Possession     | 51%     | 49 %    |
| Corners        | 4       | 7       |
| Fautes         | 21      | 25      |
| Hors-jeux      | 5       | 1       |
| Cartons jaunes | 3       | 2       |
| Cartons rouges | 0       | 0       |